# Août 1796

## Événements

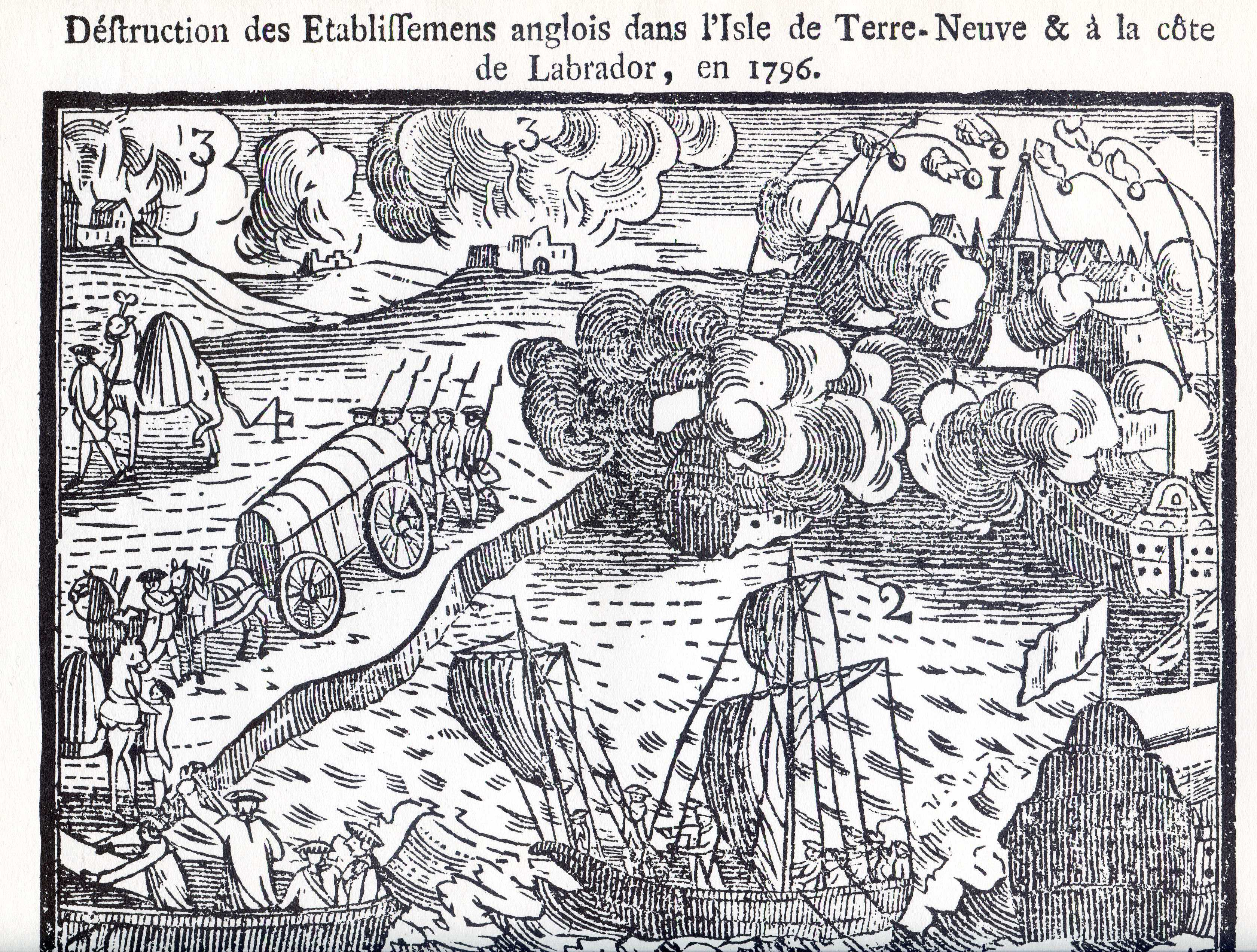
28 août : attaque française sur les colonies anglaises de Terre-Neuve.

- 1er au 5 août : en Italie, Bonaparte brise les renforts envoyés au secours de Mantoue : Wurmser est battu à Lonato (3 août) et à Castiglione (5 août), puis forcé de s’enfermer dans Mantoue assiégée (septembre)[1].
- 2 et 3 août : bataille de Lonato.
- 4 août : combat de Bamberg.
- 5 août : bataille de Castiglione.
- 6 août : bataille de Peschiera.
- 7 août : bataille des Irois.
- 9 août : bataille d'Altendorf.
- 18 août : alliance de l'Espagne avec le Directoire, au traité de Saint-Ildefonse renouvelé en 1800[2].
- 21 août : combat d'Amberg.
- 24 août : combat de Friedberg.
- 28 août : attaque française de Joseph de Richery sur les établissements anglais de Terre-Neuve[3].

## Naissances
- 15 août : John Torrey (mort en 1873), médecin, chimiste et botaniste américain.
- 28 août : Irénée-Jules Bienaymé (mort en 1878), probabiliste et statisticien français.
- 30 août : Julien Léopold Boilly, peintre et lithographe français († 4 juin 1874).